# Agusan
L'Agusan est un fleuve de l'île de Mindanao aux Philippines. Il coule dans les provinces d'Agusan du Nord et du Sud et se jette dans la mer de Bohol à Butuan. Long de 400 km, c'est le plus grand fleuve de Mindanao.